# Tullgrenella melanica
Tullgrenella melanica là một loài nhện trong họ Salticidae.
Loài này thuộc chi Tullgrenella. Tullgrenella melanica được Cândido Firmino de Mello-Leitão miêu tả năm 1941.